# Spree (film)
Pour les articles homonymes, voir Spree (homonymie).
Pour plus de détails, voir Fiche technique et Distribution.
Spree est un film américain réalisé par Eugene Kotlyarenko, sorti en 2020.

## Synopsis
Kurt Kunkle rêve de devenir une star des réseaux sociaux. Il s'inscrit sur l'application Spree pour devenir chauffeur et installe des caméras dans sa voiture. En conduisant, il diffuse en direct des conseils pour devenir célèbre. Pour obtenir de l'attention, il commence à assassiner ses passagers à l'aide de bouteilles empoisonnées.

## Fiche technique
- Titre : Spree
- Réalisation : Eugene Kotlyarenko
- Scénario : Eugene Kotlyarenko et Gene McHugh
- Musique : James Ferraro et Maison Ware
- Photographie : Jeff Leeds Cohn
- Montage : Benjamin Moses Smith
- Production : Matthew Budman, Sumaiya Kaveh, Eugene Kotlyarenko et John H. Lang
- Société de production : Dreamcrew, Forest Hill Entertainment, SuperBloom Films, Particular Crowd et Spacemaker Productions
- Pays de production :  États-Unis
- Genre : comédie horrifique et thriller
- Durée : 93 minutes
- Dates de sortie : 
  - États-Unis : 24 janvier 2020 (Festival du film de Sundance), 14 août 2020
  - France : 31 mars 2023

## Distribution
- Joe Keery : Kurt Kunkle (alias Kurtsworld96)
- Sasheer Zamata : Jessie Adams
- David Arquette : Kris Kunkle
- Kyle Mooney (en) : Miles Manderville
- Mischa Barton : London Sachs
- Frankie Grande : Richard Venti
- Lala Kent : Kendra Sheraton
- Joshua Ovalle : Bobby
- Sunny Kim : uNo
- John DeLuca : Mario Papazian
- Linas Phillips : Frederick Pengler
- Jessalyn Gilsig : Andrea Archer
- Sean Avery : l'officier Hall
- Victor Winters-Junco : l'officier Hernandez
- Sara Lassner : Angela Kunkle

## Accueil
Le film a reçu un accueil mitigé de la critique. Il obtient un score moyen de 42 % sur Metacritic.